# Ferganai-medence
A Fergánai-medence vagy Fergána-völgy (üzbégül: Farg‘ona vodiysi, kirgizül: Фергана өрөөнү, tádzsikul: водии Фaрғонa, oroszul: Ферганская долина [Ferganszkaja dolina], perzsául: دشت فرغانه [Dašt-e Farġâne]) régió Közép-Ázsiában, amelynek területe Üzbegisztánra, Kirgizisztánra és Tádzsikisztánra terjed ki.
Közép-Ázsia legtermékenyebb és legsűrűbben lakott régiója.

## Földrajza

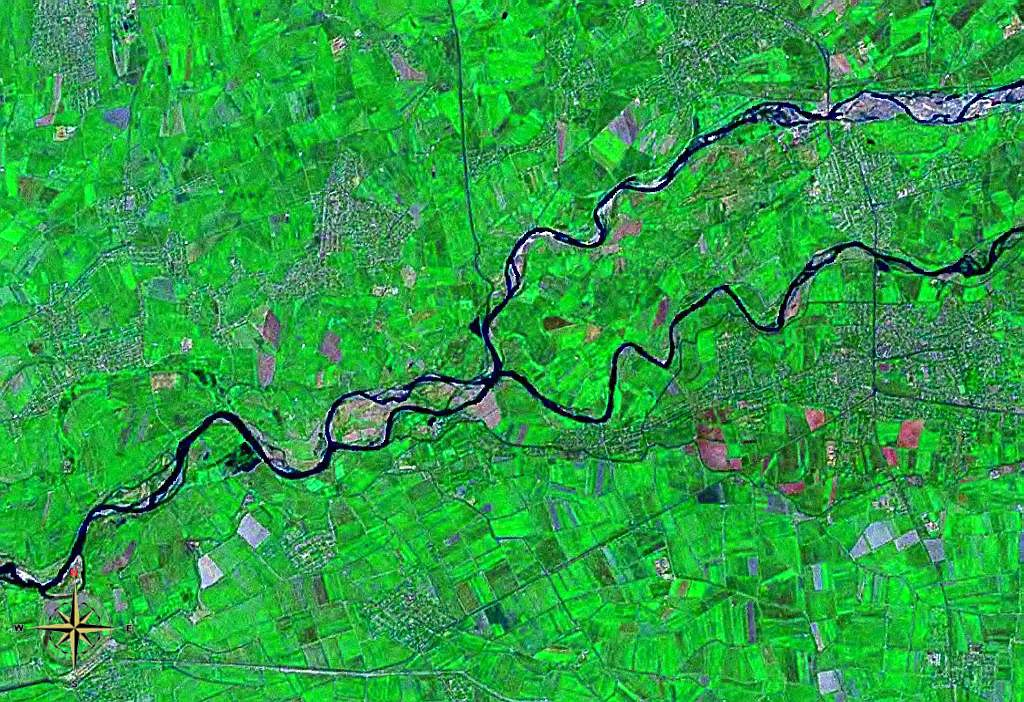
A Narin és a Kara-darja találkozása az űrből, a folyók mentén öntözött mezőgazdasági területek (színezett fotó)

A nyugatról nyitott, 110 km széles medence 300 km hosszan nyúlik kelet-nyugati irányban. Délről az Alaj határolja, északnyugatról a Csatkal-hegység.
Legfontosabb része egy 400–500 méteres tengerszint feletti magasságban fekvő, délnyugati irányba nyíló völgy. Termékenységét a völgy a Narin és a Kara-darja folyóknak köszönheti, amelyek itt találkoznak, Namangan közelében. létrehozva a Szir-darja folyót. A patakok nagy mennyiségű homokot hordanak le a hegyekből és ezt a folyók, különösen a Szir-darja szétteríti folyása mentén.

### Éghajlata
A völgy éghajlata száraz és meleg. Márciusban a hőmérséklet eléri a 20 °C-ot, majd a nyári hónapokra 35 °C-ra kúszik fel. Az áprilist követő öt hónapban nem esik az eső és csak októberben van újra csapadék. Decemberben és januárban havazik és fagy és a hőmérséklet -20 °C-ig süllyedhet.

## Történelme

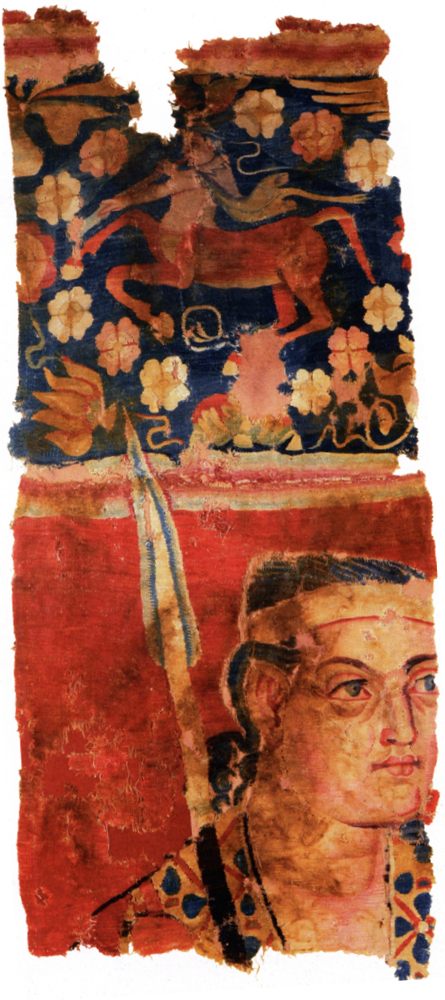
Valószínűleg görög katonát ábrázol az Ürümcsiben őrzött, a Kr. e. 3–2. században készült sampuli falszőnyegnek ez a részlete

Kr. e. 329-ben Nagy Sándor Alexandria Eszkháte („a legtávolabbi Alexandria”) néven alapított várost a Fergánai-völgy délnyugati részén, a Szir-darja partján, a mai Hudzsand városnál.
250 után a városnak valószínűleg kapcsolatai voltak a baktriai központú Görög-Baktriai Királysággal, különösen miután I. Euthüdémosz görög-baktriai király kiterjesztette hatalmát a Szogdföldre is. Kr. e. 220 környékéig a görög-baktriai seregek a hszincsiangi Kasgarig és Ürümcsiig hatolhattak. Ha így volt, ez volt a nyugati kultúra és Kína első ismert érintkezése. A Tien-san hegységtől északra, Kína határvidékén görög katonák számos korabeli ábrázolására bukkantak, ezeket ma Ürümcsi múzeuma őrzi.
Erre haladt a selyemút.

## Települések
| Település   | Ország        | Lakosság (fő)  |
| ----------- | ------------- | -------------- |
| Andizsán    | Üzbegisztán   | 403 900 (2014) |
| Dzsalalabad | Kirgizisztán  | 109 200 (2019) |
| Fergana     | Üzbegisztán   | 264 900 (2014) |
| Hudzsand    | Tádzsikisztán | 181 600 (2019) |
| Kokand      | Üzbegisztán   | 254 700 (2020) |
| Konibodom   | Tádzsikisztán | 211 100 (2020) |
| Margilan    | Üzbegisztán   | 215 400 (2014) |
| Namangan    | Üzbegisztán   | 484 921 (2019) |
| Os          | Kirgizisztán  | 299 500 (2019) |
| Özgön       | Kirgizisztán  | 49 410 (2009)  |

## Fordítás
Ez a szócikk részben vagy egészben  a   Fergana Valley című angol Wikipédia-szócikk ezen változatának fordításán alapul.  Az eredeti cikk szerkesztőit annak laptörténete sorolja fel. Ez a jelzés csupán a megfogalmazás eredetét és a szerzői jogokat jelzi, nem szolgál a cikkben szereplő információk forrásmegjelöléseként.